# Cetopsis baudoensis
Cetopsis baudoensis är en fiskart som först beskrevs av Dahl, 1960.  Cetopsis baudoensis ingår i släktet Cetopsis och familjen Cetopsidae. Inga underarter finns listade i Catalogue of Life.